# 帕特里克·奧克斯
帕特里克·奧克斯（德語：Patrick Ochs；1984年5月14日—）是一位德國足球運動員。在場上的位置是右後衛。他現在效力於德國足球甲級聯賽球隊沃爾夫斯堡足球俱樂部。